# Jean Fryns
Jean Fryns CSSp (* 5. Juli 1910 in Kelmis, Belgien, damals Neutral-Moresnet; † 2. Juli 1965) war ein belgischer Ordensgeistlicher und römisch-katholischer Bischof von Kindu.

## Leben

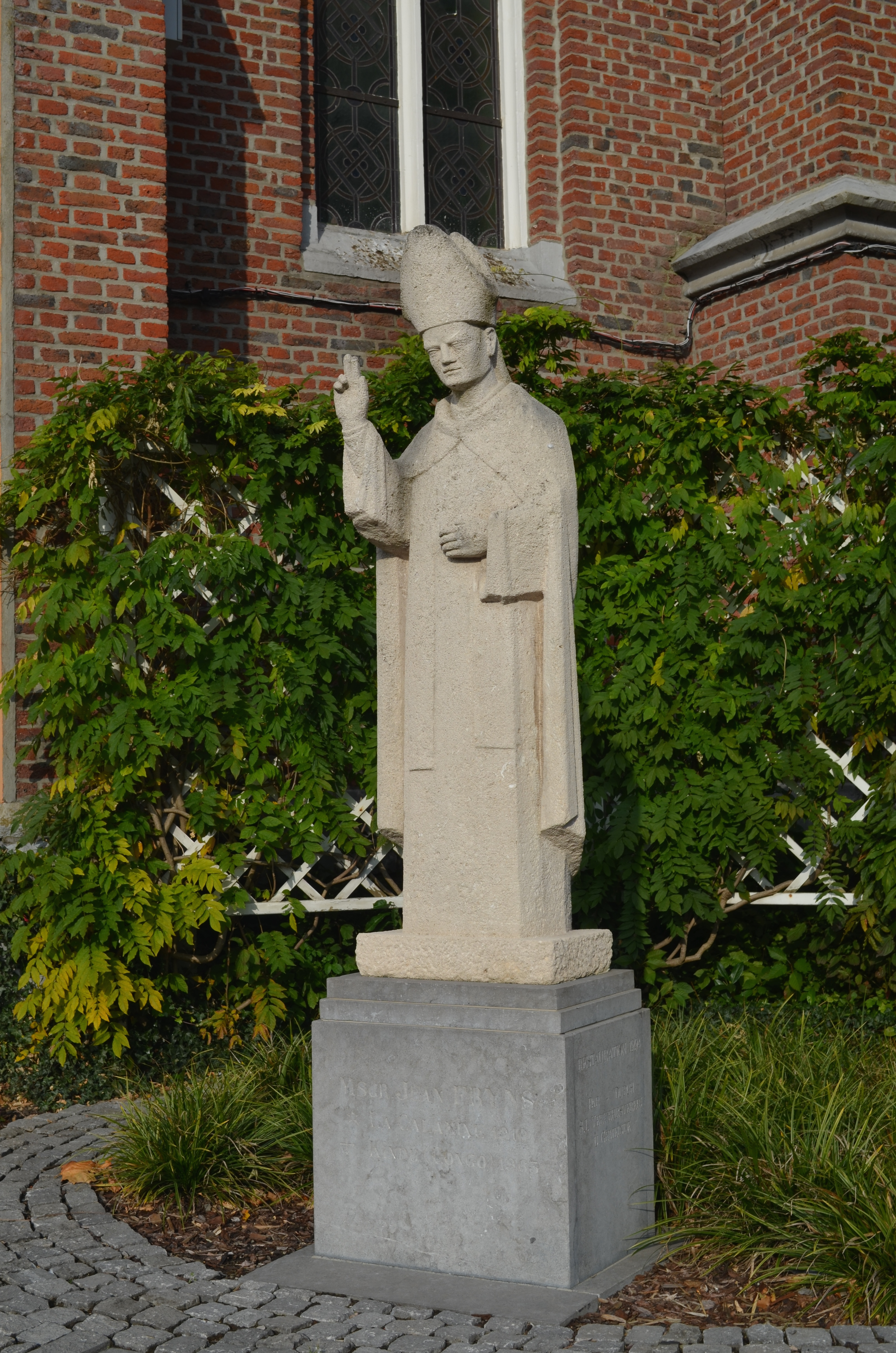
Gedenkstatue für Jean Fryns in Kelmis

Jean Fryns besuchte ab dem 13. Lebensjahr die Apostolische Schule der Väter vom Heiligen Geist (Spiritaner) in Gentinnes, es folgte ein Jahr Noviziat in der Congregation of the Sisters of Bon Secours und ein Studium der Philosophie an der Universität Leuven. Sein Studium der Theologie absolvierte er in Rom. Er trat der Ordensgemeinschaft der Spiritaner bei und empfing am 12. Juli 1936 das Sakrament der Priesterweihe in der Kirche Sankt Paul vor den Mauern. 1946 wurde Jean Fryns zum Ordensprovinzial der Spiritaner berufen und zweimal für eine Periode von drei Jahren wiederernannt. Danach wurde Fryns zum Leiter des Internationalen Missionsseminars im schweizerischen Freibourg berufen. Im November 1956 erfüllte sich sein Wunsch, er flog in den Kongo, wo er zunächst in Kongolo und Lubunda wirkte.
Am 12. April 1957 ernannte ihn Papst Pius XII. zum Titularbischof von Ariassus und zum ersten Apostolischen Vikar von Kindu. Der Apostolische Vikar von Kongolo, Gustave Joseph Bouve CSSp, spendete ihm am 7. Juli desselben Jahres die Bischofsweihe; Mitkonsekratoren waren der Apostolische Vikar von Stanleyville, Camille Verfaillie SCJ, und der Apostolische Vikar von Kasongo, Richard Cleire MAfr.
Jean Fryns wurde am 10. November 1959 infolge der Erhebung des Apostolischen Vikariats Kindu zum Bistum erster Bischof von Kindu.
Fryns nahm an der ersten, zweiten und dritten Sitzungsperiode des Zweiten Vatikanischen Konzils teil.